# Fusão da Delta Air Lines com a Northwest Airlines

O símbolo mais comum da fusão

Em 14 de abril de 2008, a Delta Air Lines e a Northwest Airlines anunciaram um acordo de fusão. A fusão das duas companhias aéreas formou a que era então a maior companhia aérea comercial do mundo, com 786 aeronaves. A marca Delta Air Lines se manteve, enquanto a marca Northwest terminou oficialmente.

## Antecedentes
Foi relatado em janeiro de 2008, que a Delta e a Northwest estavam discutindo sobre uma possível fusão. As notícias que cobriram o evento e o comunicado oficial à imprensa informaram que a nova companhia aérea usaria o nome Delta e teria sua sede em Atlanta. Os parceiros de fusão propostos perderam 10,5 bilhões de dólares combinados no primeiro trimestre de 2008, uma quantia que excedeu sua capitalização de mercado combinada.
Quando as companhias aéreas se uniram, o "novo Delta" seria baseado em Atlanta, com uma rede focada em seus principais hubs em Atlanta e Detroit, juntamente com outros hubs no Aeroporto Internacional de Minneapolis-Saint Paul, Aeroporto Internacional de Cincinnati, Aeroporto Internacional John F. Kennedy em Nova York, Aeroporto Internacional de Salt Lake City, Aeroporto Internacional de Los Angeles, Aeroporto Internacional de Memphis (hub fechado em setembro de 2013), Aeroporto Internacional de Narita próximo a Tóquio no Japão, Aeroporto de Amsterdã-Schiphol nos Países Baixos e o Aeroporto Internacional de Paris-Charles de Gaulle na França.
Richard Anderson foi CEO da Northwest Airlines até 2004, um ano antes da Northwest Airlines declarar falência. Então, em 2007, tornou-se CEO da Delta Air Lines quando a fusão ocorreu.

## Anúncio
Em 14 de abril de 2008, a Delta e a Northwest Airlines anunciaram que iriam se fundir para criar a maior companhia aérea do mundo com o nome Delta. A companhia aérea combinada de Atlanta teria US$ 17,7 bilhões em valor corporativo. A empresa também declarou em 14 de abril de 2008 que concordou com seu sindicato piloto de estender o acordo de negociação coletiva existente até o final de 2012. O acordo, sujeito à votação dos pilotos, forneceu aos pilotos da Delta uma participação acionária de 3,5% na nova companhia aérea criada.

## Após o anúncio
Em 26 de setembro de 2008, foi anunciado que os acionistas da Delta e da Northwest haviam aprovado a fusão. A aprovação por um conselho federal de revisão antitruste foi o último passo necessário para finalizar o acordo. A fusão proposta "provavelmente produzirá eficiências substanciais e credíveis que beneficiarão os consumidores norte-americanos e provavelmente não diminuirá substancialmente a concorrência", disse o Departamento de Justiça em comunicado divulgado por sua Divisão Antitruste.
O acordo passou pela visão geral antitruste do Departamento de Justiça. Como a maioria dos analistas esperava, o acordo não foi bloqueado, devido à sobreposição mínima entre as rotas das duas companhias aéreas e muito pouca ameaça à concorrência no setor. A fusão também foi assunto de várias audiências no Congresso dos Estados Unidos. O representante Jim Oberstar de Minnesota, que também atuou como presidente do Comitê de Transportes e Infraestrutura da Câmara, deixou clara sua oposição à fusão, e ele lutou contra ela em Washington.  Houve também um forte apoio à fusão no Capitólio por parte de legisladores da Geórgia, incluindo o representante Lynn Westmoreland, o representante David Scott e o senador Johnny Isakson.  Em 7 de agosto de 2008, a fusão obteve aprovação regulatória da União Europeia.
Após uma investigação de seis meses, economistas do governo concluíram que a fusão provavelmente reduziria os custos para os consumidores sem reduzir a concorrência.  Em 29 de outubro de 2008, o Departamento de Justiça dos Estados Unidos aprovou o plano da Delta de adquirir a Northwest.
Os certificados operacionais da Delta e da Northwest foram incorporados em 31 de dezembro de 2009. Do ponto de vista técnico, a Northwest deixou de existir como transportadora independente. Os sistemas de operações e reservas em terra foram combinados em 31 de janeiro de 2010.

## Transição da Northwest para a Delta
Nos aeroportos em que a Northwest e a Delta operam em terminais separados, uma companhia aérea mudou-se para o terminal da outra. No Aeroporto Internacional de Tampa, a Northwest mudou-se para o Airside E da Delta em sua localização anterior no Airside A em 28 de abril de 2009. No Aeroporto Internacional de Los Angeles, a Northwest, que possuía uma operação menor, mudou-se para os Terminais 5 e 6 da Delta em sua localização anterior em Terminal 2 em 30 de junho de 2009.
O Northwest WorldPerks foi incorporado ao Delta SkyMiles em 1º de outubro de 2009.